# 2013 en économie (activité humaine)
| • Chronologie générale de l'économie • |

| • Chronologie générale de l'économie • |

| Années de l'économie : 2010 - 2011 - 2012 - 2013 - 2014 - 2015 - 2016    |
| Décennies de l'économie : 1980 - 1990 - 2000 - 2010 - 2020 - 2030 - 2040 |

Cet article présente les faits marquants de l'année 2013 en économie.

## Évènements
- 3 janvier : cessation d'activités et fermeture définitive de Wegelin & Co., une banque privée suisse.
- Décembre : Lancement de la cryptomonnaie Zerocoin
- 6 décembre : Lancement de la cryptomonnaie Dogecoin

## Décès
- 11 juin : Robert William Fogel économiste américain.
- 2 septembre : Ronald Coase économiste britannique.